# Léopold Granger
Le chanoine Léopold Granger (1842-1930) est un religieux français, missionnaire de La Délivrande, aumônier militaire engagé volontaire en 1870, chanoine honoraire de Bayeux et auteur d'ouvrages religieux.

## Biographie
Léopold Granger, naît à Grainville-Langannerie le 8 février 1842, fils de Pierre Jacques cordonnier et Pulchérie Verdun.
Licencié es lettres, il est engagé volontaire le premier août 1870, il est aumônier militaire pendant 27 ans. Fait 2 fois prisonnier: le 17 novembre 1870 et le 12 janvier 1871 (au cours d'un fait d'armesreprésenté sur un bas relief du monument à la mémoire des mobiles du Calvados tués à l'ennemi, place Alexandre III à Caen) et s'évade le soir même.
 Missionnaire de La Délivrande, trop âgé en 1914 pour reprendre du service, il s'occupe des prêtres et séminaristes soldats ainsi que des réfugiés belges.
Dans une lettre du 5 novembre 1898, il parle de grâces qu'il avait demandées à Thérèse mourante, par l'intermédiaire de l'Abbé Faucon et qu'il a obtenues.
 Ces grâces concernaient l'édification de l'église Saint-Étienne de Langannerie, consacrée en 1902, et dont il est le fondateur.
Il est fait chevalier de la Légion d'honneur par décret du 23 décembre 1923, en tant qu'aumônier militaire de la garde mobile du Calvados.
En 1924, il est domicilié à Amayé-sur-Orne et exerce ensuite comme aumônier de l'hospice Eugènie d'Ajaccio.

Il meurt le 23 mai 1930 à Aix-en-Provence. Afin de respecter ses dernières volontés, le conseil municipal de Grainville-Langannerie lui accorde une concession perpétuelle devant le porche de l'église en 1935.
La dalle funéraire porte l'inscription :

Ici repose 

le révérend père

Léopold Granger

fondateur de cette église

1842-1930 

## Sources
- Noémi Noire Oursel, « Granger (Léopold) », dans Nouvelle biographie normande, vol. 3, 1912, 452 p. (lire en ligne), p. 191
- « GRANGER Léopold Monsieur le Chanoine », sur Carmel de Lisieux (consulté le 17 janvier 2025)
- « Cote LH//1189/88 », base Léonore, ministère français de la Culture

## Odonymie
- Une rue de Grainville-Langannerie porte son nom